# بالگارن
بالگارن (به لاتین: Balgarene) یک منطقهٔ مسکونی در بلغارستان است که در شهرستان لووچ واقع شده‌است.